# Tarvos (astronomia)
Tarvos, noto anche come Saturno XXI è un satellite naturale di Saturno irregolare in direzione diretta, scoperto da Brett James Gladman e John Kavelaars nel 2000 con il nome temporaneo di S/2000 S 4.
Tarvos ha un diametro di 13 km e orbita attorno a Saturno ad una distanza media di 17,982 Gm in un periodo di 926,1 giorni, con un'inclinazione di 35° rispetto all'eclittica (39° rispetto all'equatore di Saturno), con un'eccentricità di 0,536. Fa parte del Gruppo Gallico dei satelliti irregolari.
Il nome Tarvos deriva da un gigante della mitologia celtica.